# Sukhoi Superjet 100

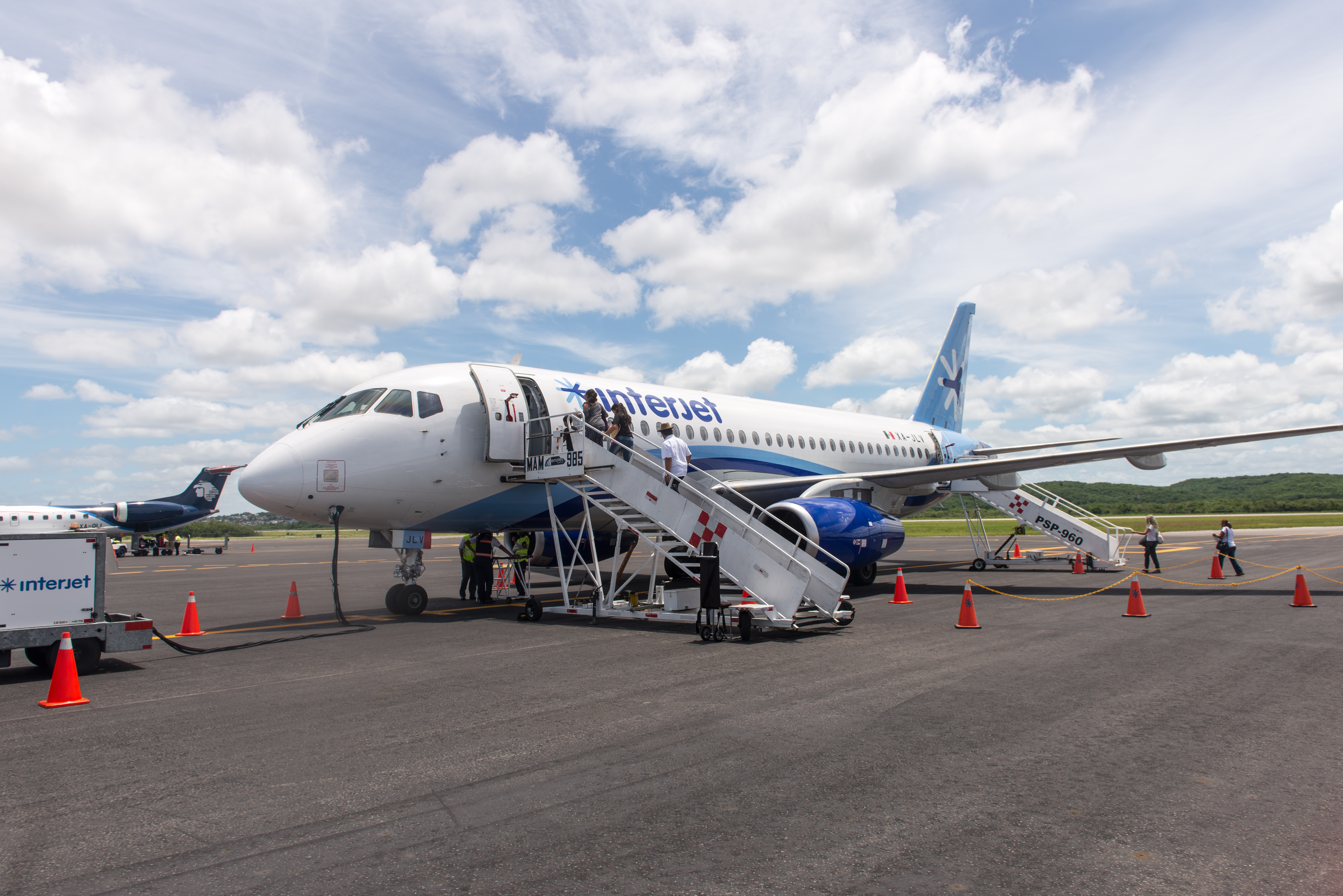
Sukhoi Superjet 100 (Campeche, Mexico) 2015

Sukhoi Superjet 100 (перша назва програми — Russian Regional Jet, RRJ — російський регіональний літак, в липні 2006-го перейменований на «Sukhoi Superjet 100», SSJ100) — регіональний реактивний пасажирський літак у двох версіях: для перевезення 75 або 95 пасажирів, на відстань до 3000 (4500) км. Проєкт першого пострадянського «власного вітчизняного російського пасажирського лайнера».
Починаючи з 2008 р. літак випускався спільним підприємством Superjet International, при участі іноземних компаній: італійської Alenia Aeronautica, французької Snecma, американської Boeing та інших; більш ніж 80 % матеріалів та головних вузлів літака на 2015 рік були неросійського імпортного виробництва. У березні 2019 міністерство промисловості і торгівлі Росії у руслі політики «імпортозамєщєнія» заявило, що планує замовити розробку «повністю російського» SSJ-100.
Первісний капітал виробництва літака був спільним італійсько-російським: СП Superjet International (штаб-квартира в Венеції), було засноване у вересні 2007 російським ЗАТ «Цивільні літаки Сухого»  (49 % капіталу холдинга «Сухой») та талійським військово-авіаційним концерном Leonardo / Alenia Aermacchi (51 % капіталу.). У 2016 концерн Leonardo скоротила свою частку до 10 %. А в травні 2022 поліція Італії взагалі заморозила російську частку капіталу компанії «Superjet International» на суму €146 млн. (або $153 млн.).
Літак з самого початку експлуатації отримав масу нарікань, третина парку літаків основних компаній-експлуатантів станом на жовтень 2018 не літала.

## Передісторія

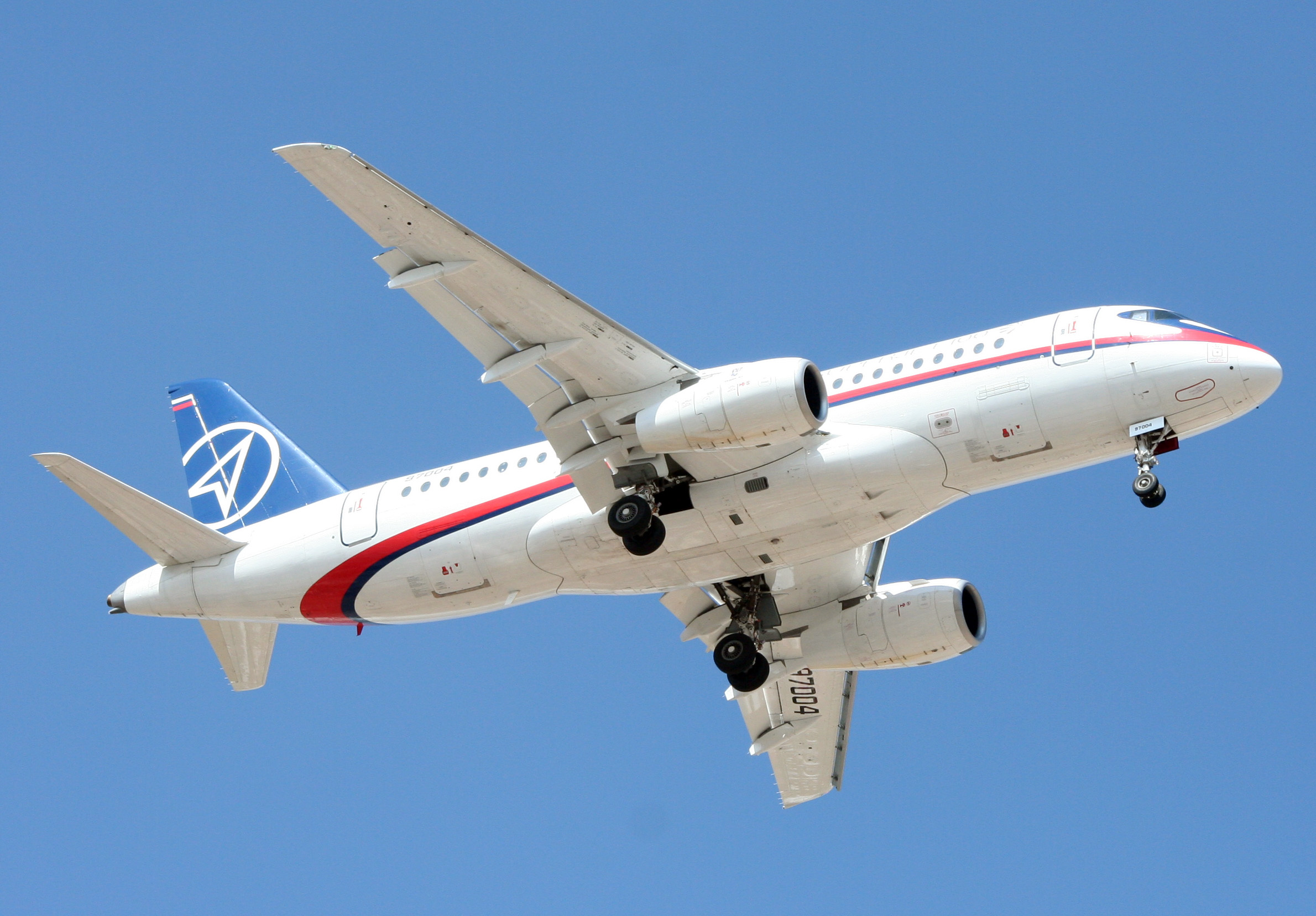

На думку фахівців, SSJ — один з найбільш амбіційних проєктів російського авіапрому («Російський літак XXI століття»), котрий мав за мету за рахунок західних спонсорів і технологій відродити авіаційну промисловість Росії після розпаду СРСР та повернення її на світовий ринок цивільних магістральних літаків, тому щедро фінансувався російським урядом з держбюджету. За офіційними даними, вартість розробки SSJ 100 (станом на 2008 р., без урахування вартості розробки двигуна SaM-146) становила орієнтовно $1,4 млрд. А з урахуванням держстрахування по кредитах — більше ніж $2 млрд.
Наприкінці 1990-х — початку 2000-х ідею необхідності створення «першого постсрадянського пасажирського лайнера» — RRJ — активно просували Сергій Іванов і тодішний голова Мінекономіки РФ Герман Греф. Проєкт RRJ стартував у 2000 році. З боку «Сухого» проєкт очолив Михайло Погосян, тодішній директор авіакомпанії «Сухой», нині президент ОАТ «Об'єднана авіабудівна корпорація». Під проєкт було засноване ЗАТО «Цивільні літаки Сухого» (Sukhoi Civil Aircraft). До кооперації було залучені аерокосмічні концерни Італії — Finmeccanica, Франції — Thales, французький виробник електроніки Safran та багато інших закордонних компаній.
Перший пробний політ SSJ-100 здійснив 19 травня 2008 року. Перший комерційний рейс здійснений вірменською компанією Armavia 21 квітня 2011 р. Перший регулярний рейс російського Аерофлоту на SSJ-100 був виконаний 16 червня 2011, або на три роки пізніше запланованого графіка.

## Технічні дані
|                                                    | Характеристики                     |
| -------------------------------------------------- | ---------------------------------- |
| Компоновка                                         | реактивний дводвигунний низькоплан |
| крейсерська висота                                 | 12 200 м (40 000 футів)            |
| крейсерська швидкість                              | 0,78 М / 840 км/год                |
| комерційне навантаження                            | 9 130 кг                           |
| максимальне навантаження                           | 12 245 кг                          |
| Дальність польоту для базової версії               | 3 048 км                           |
| Дальність польоту для версії LR                    | 4 578 км                           |
| Довжина злітно-посадкової смуги для базової версії | 1 731 м                            |
| Довжина злітно-посадкової смуги для версії LR      | 2 052 м                            |

Сімейство літаків Sukhoi Superjet 100 складається з двох варіантів: на 75 і 95 пасажирів (може змінюватися залежно від компонування салону) в конфігурації з базовою дальністю (SSJ100/75B і SSJ100/95B) і збільшеною дальністю (SSJ100/75LR, SSJ100/95LR). Компонування — вузькофюзеляжний низькоплан, в салоні економічного класу — 5 крісел у ряду, в салоні бізнес-класу — 4 крісла в ряду. Компоновка центроплану є подібною до компоновки центроплану бразильського регіонального літака Embraer E-Jet.
Опрацьовуються варіанти виготовлення літака з конфігурацією бізнес-і VIP-класу, а також збільшеною довжиною фюзеляжу і пасажиромісткістю. Передбачений ресурс, за словами Володимира Барсука, директора СибНДІА ім. Чаплигіна (2008) — 70 тис. годин польоту.

## Складові літака
Двигуни SaM146 розроблені та збудовані спільним підприємством PowerJet, створеним французьким виробником аерокосмічних двигунів Snecma та російським НВО «Сатурн». Після початку повномасштабної агресії Росії проти України у лютому 2022 двигуни більше не ремонтуються і не обслуговуються.
Складання літака здійснюється в місті Комсомольську-на-Амурі в КФ ЗАТ «Цивільні літаки Сухого» за участю ВАТ «КНААПО».

## Ринкові плани та реалії
У 2008 році керівництво проєкту оцінювало об'єм світового ринку до 2027 р. для літаків цього класу в 1040 штук, з прогнозованим загальним попитом у 6100 літаків.
На початку проєкту передбачалося, що російські компанії будуть купувати тільки 15 % літаків SSJ-100, а решта піде на експорт. На світовому авіаринку Superjet повинен був створити конкуренцію бразильському Embraer серії E-Jet та канадському Bombardier CRJ (проєкти японського Mitsubishi Regional Jet та китайського Comac ARJ21 стартували дещо пізніше). На внутрішньому російському ринку SSJ100 повинен був замінити давно застарілі Ту-134 і Як-42 та потіснити україно-російський Ан-148/Ан-158. Заплановано в першу чергу продавати SSJ-літаки в такі країни: Індонезія, В'єтнам, Пакистан, М'янма, Лаос та Казахстан.
У травні 2010 року повідомлялося, що перший новий російський авіалайнер Sukhoi Superjet 100 може використовуватися в майбутньому як президентський літак Росії.
Першим експлуатантом Superjet 100 стала авіакомпанія Armavia, яка отримала один SSJ100-95, реєстраційний номер EK95015, серійний номер 95007, названий на честь Юрія Гагаріна, перший рейс виконано 2011 року.
Найбільшим експлуатантом є авіакомпанія Аерофлот, що отримала 7 літаків SSJ100-95 з всього запланованих 30-ти. Деякі російські експерти, наприклад, вважають, що Росії не потрібна велика кількість літаків з характеристиками подібними до 'SSJ 100', а російські внутрішні потреби цілком забезпечуються літаками виробництва Airbus.
В серпні 2011 року індонезійська компанія Sky Aviation підписала контракт на купівлю 12 літаків Sukhoi Superjet-100. Перша поставка повинна була відбутися у другій половині 2012 року. Інтерес до лайнера раніш проявляли також інші індонезійські авіакомпанії. 10 травня 2012, наступного дня після катастрофи «Сухого» біля Джакарти в Індонезії, В'єтнам та інші країни призупинили купівлю лайнерів Sukhoi Superjet-100 до з'ясування причин катастрофи.
Навесні та влітку 2012 року покупець та експлуатант першого комерційного борту, компанія «Armavia» неодноразово заявляла про небажання отримувати другий законтрактований борт, а 6 серпня 2012 «Armavia» відмовилась забирати перший SSJ100 з чергового ремонту через невідповідність літака заявленим параметрам та часті несправності. В результаті розробник повернув «Armavia» кошти. На момент повернення середньомісячний наліт борту становив 150 годин.
Все ж катастрофа Sukhoi Superjet 100 (травень 2012 року) не спричинила зупинки комерційного виробництва цього літака.
Мексиканська авіакомпанія Interjet підписала контракт на покупку 20 літаків, 12 з яких вже були поставлені на 23 лютого 2015. Крім того, авіакомпанія перевела опціон на десять літаків у твердий контракт, після чого загальна кількість замовлених літаків становить 30. У січні 2018 року стало відомо, що принаймні 4 з 22 літаків Interjet довелося розібрати на запчастини.
Три літаки було куплено Таїландом і сім було придбано казахстанською авіакомпанією Bek Air.
У червні 2016 глова ОАК Юрій Слюсар заявив, що без держпідтримки російські літаки нікому не потрібні при наявності літаків Boeing і Airbus, оскільки їх продаж складніший, ніж виробництво.
У травні 2016-го 15 літаків придбала ірландська авіакомпанія CityJet. Перші два літаки було доставлено в Дублін у червні.

## Проблеми проєкту

### Критика і скептика
Технічна новизна та самостійність російської розробки літака («російське походження») є сумнівними і стали приводом для жартів. В SSJ російськими є: конструкційні матеріали, елементи фюзеляжу, площини крила та допоміжне обладнання. Двигуни SaM-146 — спільна розробка, ціла низка агрегатів для них були зроблені на машинобудівному об'єднанні «Сатурн» в кооперації з французьким авіакосмічним концерном Snecma. Загалом 80 % комплектуючих літака, вузлів і механізмів є імпортованими: авіоніка, електричні прилади і обладнання, системи керування літаком, і навіть допоміжна силова установка. Критики називають технологію Сухого «викрутковою збіркою».
Досить проблематичною є сама спроба створити конкуренцію досить стабільним на сучасному ринку авіавиробникам в цьому класі літаків: бразильському Embraer та канадському Bombardier Aerospace. Очікується також підключення до конкурентної боротьби китайського Comac ARJ21 — в першу чергу за рахунок значно дешевшого виробництва.
У 2001 році планувалось, що на проєктування та пуск літака в серію знадобиться близько $750 млн. В дійсності за 12 років на створення виробничої бази, проєктування літака, його складання, випробування, пуск в серію — безпосередньо із російського держбюджету на 2012 вже витрачено $3 млрд., а якщо до цього додати $2 млрд. кредитів, то сума виростає до $5 млрд.
У лютому 2012 російське ЗАТ «Цивільні літаки Сухого» повідомило про підвищення продажної ціни на літак на 12 відсотків: базової версії — з $31,7 до $35,4 млн, більш «дальньої» версії SSJ100/95LR з — $32,3 млн до $36,2 млн (в цінах каталогів). В ЦВС новину пояснили передбаченою в бізнес-плані загальною ескалацією цін. Як стверджував старший віце-президент ЦЛС Ігор Сирцов, «ціна SSJ приблизно на 15 % нижче цін в каталогах літаків вищезгаданих конкурентів». Однак, в реальності SSJ-100 на $5–10 млн дорожче, ніж Ан-148/Ан-158. Втім, у Росії — основному ринку збуту для обох машин — SSJ-100 має сильну державну підтримку.
На думку постійного автора та експерта KM.RU Юрія Крупнова, що була ним висловлена 11 травня 2012 року, із самого початку тупиковий проєкт Superjet 100 (про це говорили сім років тому усі провідні професіонали) не лише спалив колосальні державні кошти, але і, затираючи і кінець кінцем вбиваючи своїх конкурентів усередині Росії, «здійснив погром усієї російської авіації».
13 січня 2015 року міністр промисловості і торгівлі Денис Мантуров підтвердив дострокову відставку президента Об'єднаної авіабудівної корпорації (ОАК) Михайла Погосяна. На цей пост призначений заступник пана Мантурова Юрій Слюсар. Причиною для кадрового рішення стали проблеми з головним комерційним проєктом ОАК — літаком SSJ-100. Джерела «Комерсанту» стверджують, що реальні витрати на його розробку і постійні доопрацювання фактично ховалися, а витрати бюджету на проєкт занижувалися. Продажі літака не окупають собівартість його виробництва.
Компанія «Цивільні літаки Сухого» (ЦЛС) так і не змогла вийти на обіцяний темп 60 літаків на рік (у 2014 році їх було вироблено тільки 37, в 2015 і 2016 ще менше). За даними старшого віце-президента з розробки та післяпродажної підтримки ГСС Андрія Недосекіна, всього станом на середину грудня 2014 року експлуатувалися тільки 36 літаків (13 з них в «Аерофлоті»). При цьому в першому півріччі 2014 сукупний чистий збиток ЦЛС склав $144,1 млн, збиток від операційної діяльності — $68,3 млн. Обсяг довгострокових кредитів і позик ГСС становив $1,6 млрд, а короткострокових — $1 млрд.
У квітні 2015 року російський цивільний авіапром, основним проєктом якого залишається регіональний літак Sukhoi Superjet-100 (SSJ-100), став рекордсменом з держпідтримки. Слідом за докапіталізацією Об'єднаної авіабудівної корпорації (ОАК) на 100 млрд руб. держава готова була виділити ще 27 млрд руб. на лізинг. На ринкових умовах потенційні покупці отримувати літак просто не хочуть. Таких неповоротних вливань не отримував ніхто з учасників російського ринку.

### Виявлені недоліки
З виявлених технічних недоліків найвідомішою є проблема шасі літака. Взагалі, через технічні недоліки Sukhoi Superjet 100 літають значно менше, ніж планувалося. За перші місяці експлуатації «Аерофлотом» (єдиним в Росії та найбільшим у світі покупцем цього літака) Superjet налітали всього 2381 годин, хоча були повинні в півтора рази більше — як відзначив заступник головного інженера департаменту авіаційно-технічного забезпечення «Аэрофлоту» Констянтин Мохна. Щодобовий наліт кожного літака становить 3,9 годин замість мінімально запланованих 8-9 год. і економічно оптимальних 9-11 годин. В середині 2011 ділові російські ЗМІ повідомили, що перші Superjet повинні повернутися до виробника на доробку конструкцій планера після 2 000 польотів, хоча звичайно літаки повертаються на доробку конструкції після 10 000 польотів.
Всупереч офіційній заяві керівництва холдингу «Сухой», що SSJ100 «витрачатиме на 10-15 % менше пального ніж в основних конкурентів», в дійсності навпаки — Superjet, що були продані «Аерофлоту», витрачали в розрахунку на 1 годину польоту на 11 відсотків пального більше, ніж це було обумовлено контрактом. «Аерофлот» оцінив свої збитки у 100 мільйонів доларів, що приблизно дорівнює ціні трьох літаків Superjet за каталожними цінами компанії «Сухой».
В червні 2013 року, відповідно до проєкту постанови уряду Росії, на доопрацювання літака планується направити додатково ще 4,3 млрд рублів, з яких 3,3 млрд рублів буде надано з бюджету. На ці цілі підуть і ті гроші, які планувалося спрямувати на створення 130-місного літака на базі Superjet-100.

### Проблеми з обслуговуванням
За даними часопису «Коммерсантъ», причина частого простою Superjet полягає як у технічних недоліках, так і у несвоєчасній поставці запчастин. Із 281 замовлених компонентів своєчасно «Сухим» було поставлено лише 159, а 13 відсотків заявок взагалі не було виконано.
В січні 2018 з'явилась інформація, що мексиканській компанії Interjet через проблеми з постачанням запчастин виробником довелося розібрати на запчастини 4 з 22 власних літаків.

## Аварії та катастрофи
| Дата              | Приналежність                                  | Місце аварії, катастрофи                        | Загиблих / Людей на борту | Обставини | Опис причин |
| ----------------- | ---------------------------------------------- | ----------------------------------------------- | ------------------------- | --- | --- |
| 25 грудня 2011    | Аерофлот                                       | аеропорт Мінська                                | —/—                       | не зміг злетіти | поломка тяги передньої опори шасі. |
| 16 березня 2012   | Аерофлот                                       | Шереметьєво                                     | — / 65                    | екіпаж вирішив повернутися після зльоту                                                                            | не закрилася стулка переднього шасі. |
| 6 травня 2012     | Аерофлот                                       | аеропорт Казані                                 | — / 77                    | викотився за межі ЗПС під час посадки                                                                              | дефект шасі |
| 9 травня 2012     | компанія «Сухой»                               | 60 км на південь від Джакарти                   | 45-50 / 45-50             | впав під час демонстраційного польоту, через 20 хв.після зльоту                                                    | причини з'ясовуються |
| 18 червня 2012    | Аерофлот RA-89008                              | Шереметьєво рейс Москва — Копенгаген            | — / 66                    | повернувся після зльоту                                                                                            | відмова температурного датчика кондиціонерів. |
| 14 травня 2013    | Аерофлот                                       | Шереметьєво рейс Москва — Харків                | — / ?                     | повернувся після зльоту                                                                                            | спрацювала сигналізація про відмову комп'ютера управління правим двигуном. |
| 21 липня 2013     | компанія «Сухой»                               | аеропорт Кеплавіка                              | 0 / 5                     | Приземлення без шасі                                                                                               | Літак приземлився без шасі «на черево». Внаслідок інциденту ніхто не загинув, один з пасажирів госпіталізований. Літак підлягає відновленню. |
| 14 лютого 2014    | Аерофлот                                       | Шереметьєво рейс Москва — Одеса                 | — / ?                     | Поломка двигуна | В процесі зльоту у двигуна літака зустрічним вітром відірвало обшивку. Літак здійснив аварійну посадку в «Шереметьєво». |
| 5 травня 2015     | Аерофлот                                       | Шереметьєво рейс Москва — Київ                  | — / ?                     | Поломка двигуна | Під час зльоту літак загубив деталь двигуна, що відповідала за шумопониження і розподіл потоків газу в двигуні. Несправність помітили при огляді літака в Києві. Згодом деталь знайшли на злітній смузі в Шереметьєво. |
| 25 жовтня 2015    | Interjet XA-PBA                                | Міжнародний аеропорт ім. Беніто Хуареса, Мехіко | - / ?                     | Врізався в телескопічний трап. Внаслідок цього значне пошкодження носової частини                                  | Виконання маневрування з буксируванням на території аеропорту. |
| 27 липня 2016     | ІрАеро                                         | Омськ                                           | — / 66                    | Аварійна посадка рейсу Барнаул—Сочі                                                                                | Технічні проблеми маслосистеми двигуна на другий день після початку експлуатації в ІрАеро. Даний борт вже був в тривалій експлуатації в авіакомпаніях Московія та Red Wings. |
| 10 жовтня 2018    | «Якутія» рейс RA-89011 Улан-Уде — Якутськ      | аеропорт Якутськ                                | 4 поранених/ 92           | При приземленні літак викотився за межі ЗПС.                                                                       | Причини не повідомлялися. Літак отримав значні пошкодження фюзеляжу, шасі та двигунів. Списаний. |
| 5 травня 2019     | Аерофлот рейс SU1492 Москва — Мурманськ        | Шереметьєво                                     | 41 / 78                   | Аварійна «жорстка» посадка через 30 хв. після зльоту. Літак вдарився об ЗПС і запалав, згоріла половина корпусу.   | Відмова електроніки літака, пропадання радіозв'язку після враження блискавкою. |
| 1 листопада 2019  | «Ямал» рейс LLM811 Тюмень — Санкт-Петербург    | Тюмень                                          | -/84                      | Літак повернувся до аеропорту Тюмені після відмови лівого двигуна.                                                 | Офіційна причина: «зіткнення з птахом». |
| 12 липня 2024     | «Газпром Авіа»—«Сухой»                         | с. Большое Карасево, Коломна Московська область | 3/3                       | впав під час тестового польоту після планового ремонту. Перед тим подавав сигнал SOS. Загинули усі 3 члени екіпажу | За попередніми версіями, причиною аварії є відмова двигунів. Збудований у 2014 літак не був «повністю імпортозаміщеним». Після введення санкцій проти Росії через Російське вторгнення в Україну, російсько-французька компанія PowerJet, яка випускає двигуни SaM146 для літака Superjet 100, припинила їхнє техобслуговування та ремонт. |
| 13 липня 2024     | «Азимут», рейс Нижньовартовськ—Мінеральні Води | аеропорт Мінеральні Води                        | -/103                     | запросив екстрену посадку в аеропорту Мінеральні Води                                                              | Згідно до офіційної попередньої версії — відмова генератора. |
| 24 листопада 2024 | «Азимут», рейс Сочі—Анталія                    | аеропорт Анталія                                | -/-                       | аеропорт Анталія                                                                                                   | Згорів в аеропорту після прильоту з Сочі, загалом на борту перебували 79 пасажирів. Попередньо, обійшлося без постраждалих. |

## Виноски
1. ↑  Суперджет-100 скоро будет летать. inosmi.ru. Архів оригіналу за 25 серпня 2011. Процитовано 6 лютого 2011.
2. ↑  Sukhoi Superjet 100 - Production list and backlog. Архів оригіналу за 2 квітня 2019. Процитовано 7 липня 2015.
3. ↑  Fleet list. Архів оригіналу за 29 листопада 2014. Процитовано 22 лютого 2015.
4. ↑  SSJ-100 Status. Архів оригіналу за 19 лютого 2015. Процитовано 22 лютого 2015.
5. ↑  Sukhoi Superjet 100 Production list. Архів оригіналу за 12 травня 2015. Процитовано 22 лютого 2015.
6. ↑  Sukhoi SuperJet International договорилось о поставках 25 самолётов на общую сумму $750 млн. avia.ru. 16 липня 2008. Архів оригіналу за 25 серпня 2011. Процитовано 29 серпня 2010.
7. ↑  «ТРАНСАЭРО» вернется на родину. Компания купит шесть самолётов Sukhoi Superjet. Архів оригіналу за 31 травня 2012. Процитовано 17 лютого 2012.
8. ↑  Архівована копія (PDF). Архів оригіналу (PDF) за 19 жовтня 2015. Процитовано 29 квітня 2017.{{cite web}}:  Обслуговування CS1: Сторінки з текстом «archived copy» як значення параметру title (посилання)
9. ↑  Вскрылись жалобы пилотов на самолеты SSJ 100 [Архівовано 6 травня 2019 у Wayback Machine.] 06.05.2019
10. ↑  Aerospace Techlonogy: Sukhoi Superjet 100. Архів оригіналу за 12 травня 2012. Процитовано 17 травня 2012.
11. ↑  FLIGHT GLOBAL: Leonardo slashes stake in SuperJet International. 03.05.2017
12. ↑  Reuters: Italy freezes 146 mln euro assets of Russian Sukhoi in JV with Leonardo. 19.05.2022
13. ↑  Катастрофа в Шереметьево: что за самолет Superjet100?. Архів оригіналу за 6 травня 2019. Процитовано 6 травня 2019.
14. 1 2  Олег Смирнов: «До катастрофи „Сухого“ призвело недотримання елементарних правил». Архів оригіналу за 13 травня 2012. Процитовано 13 травня 2012.
15. 1 2  Сухой Суперджет: Что это?(рос.)
16. ↑  КП: Самолет Superjet-100 проходил испытания в Новосибирске. Архів оригіналу за 4 березня 2016. Процитовано 14 травня 2012.
17. 1 2  Німецька хвиля: Что известно о катастрофе Superjet 100 в Подмосковье. 12.07.2024
18. ↑  Бі-Бі-Сі: В Индонезии нашли хвост разбившегося самолета SSJ-100. Архів оригіналу за 13 травня 2012. Процитовано 13 травня 2012.
19. ↑  РБК daily: Armavia не желает эксплуатировать Sukhoi Superjet-100 (рос.). Архів оригіналу за 10 серпня 2012. Процитовано 13 серпня 2012.
20. ↑  Архівована копія. Архів оригіналу за 22 лютого 2015. Процитовано 22 лютого 2015.{{cite web}}:  Обслуговування CS1: Сторінки з текстом «archived copy» як значення параметру title (посилання)
21. ↑  Архівована копія. Архів оригіналу за 22 лютого 2015. Процитовано 22 лютого 2015.{{cite web}}:  Обслуговування CS1: Сторінки з текстом «archived copy» як значення параметру title (посилання)
22. ↑  Архівована копія. Архів оригіналу за 22 лютого 2015. Процитовано 22 лютого 2015.{{cite web}}:  Обслуговування CS1: Сторінки з текстом «archived copy» як значення параметру title (посилання)
23. ↑  Архівована копія. Архів оригіналу за 15 лютого 2015. Процитовано 22 лютого 2015.{{cite web}}:  Обслуговування CS1: Сторінки з текстом «archived copy» як значення параметру title (посилання)
24. ↑  Мексиканский Interjet одобрил покупку еще десяти самолетов SSJ-100. РИА Новости. 14 лютого 2015. Архів оригіналу за 24 жовтня 2017. Процитовано 22 лютого 2015. (рос.)
25. 1 2  Stranded Russian Jets in Mexican Hangars Haunt Troubled Airline. Архів оригіналу за 13 січня 2018. Процитовано 19 січня 2018.
26. ↑  Архівована копія. Архів оригіналу за 13 грудня 2014. Процитовано 22 лютого 2015.{{cite web}}:  Обслуговування CS1: Сторінки з текстом «archived copy» як значення параметру title (посилання)
27. ↑  Архівована копія. Архів оригіналу за 23 лютого 2015. Процитовано 22 лютого 2015.{{cite web}}:  Обслуговування CS1: Сторінки з текстом «archived copy» як значення параметру title (посилання)
28. ↑  Глава ОАК посчитал ненужными российские самолеты [Архівовано 27 червня 2016 у Wayback Machine.] (рос.)
29. ↑  Архівована копія. Архів оригіналу за 13 червня 2016. Процитовано 28 липня 2016.{{cite web}}:  Обслуговування CS1: Сторінки з текстом «archived copy» як значення параметру title (посилання) [Архівовано 2016-06-13 у Wayback Machine.]
30. ↑  В рунеті він дістав прізвисько «Попилджет»
31. ↑  Sukhoi SuperJet для верующих и неверующих (АвиаПорт). Архів оригіналу за 11 серпня 2017. Процитовано 13 вересня 2016. [Архівовано 2017-08-11 у Wayback Machine.]
32. ↑  РИА Новости: Констянтин Богданов. Крушение SSJ-100 — пока еще не катастрофа для проекта «Суперджет» [Архівовано 13 травня 2012 у Wayback Machine.]
33. ↑  НОВИНАР: Росія підвищила ціни на головного конкурента Ан-148 [Архівовано 19 вересня 2020 у Wayback Machine.](укр.)
34. ↑  Коммерсантъ.ua: Цена взлетела. Российский конкурент Ан-148 и Ан-158 подорожал [Архівовано 22 лютого 2014 у Wayback Machine.](рос.)
35. ↑  «Отец» «Суперджета» Обманул И Путина, И Страну. Крупнов Ю. В. (відео). irsolo.ru. 11.05.2012 [Архівовано 26 травня 2012 у Wayback Machine.] (рос.)
36. ↑  «Суперджет» влетел в бюджет [Архівовано 18 травня 2015 у Wayback Machine.], Коммерсантъ, 14.01.2015
37. ↑  Superjet без супербюджета не взлетает [Архівовано 27 травня 2015 у Wayback Machine.], Коммерсантъ, 27.04.2015
38. ↑  Річний звіт холдінгу «Сухой» за 2009 р.(2010), с.17 (PDF). Архів оригіналу (PDF) за 18 листопада 2011. Процитовано 17 травня 2012. [Архівовано 2011-11-18 у Wayback Machine.]
39. ↑  http://izvestia.ru/news/552421 [Архівовано 23 червня 2013 у Wayback Machine.] Доработка Superjet обойдется в 4,3 млрд рублей
40. ↑  РИА Новости: SSJ-100, сломавшийся в Минске, возобновит полеты в ближайшие дни [Архівовано 15 травня 2012 у Wayback Machine.]
41. ↑  РИА Новости: Sukhoi Superjet возвращается в Шереметьево из-за проблем с шасси [Архівовано 20 травня 2012 у Wayback Machine.]
42. ↑  Сухой-Суперджет-100 с 77 пассажирами выкатился за пределы посадочной полосы аэропорта Казани. Архів оригіналу за 12 травня 2012. Процитовано 10 травня 2012.
43. ↑  Аргументи. Ру: Sukhoi Superjet в аэропорту Казани выкатился с взлетно-посадочной полосы[недоступне посилання]
44. ↑  Радіо Свобода: В Індонезії знайшли уламки російського авіалайнера [Архівовано 13 травня 2012 у Wayback Machine.]
45. ↑  офіційна причина, яку повідомила Корпорація «ОАК Сухой» агентству ИТАР-ТАСС [Архівовано 25 червня 2012 у Wayback Machine.]
46. ↑  НТВ: Superjet 100 сняли с рейса Москва — Харьков из-за неполадок при взлете в Шереметьево. Архів оригіналу за 16 травня 2013. Процитовано 16 травня 2013.
47. ↑  Архівована копія. Архів оригіналу за 23 липня 2013. Процитовано 25 липня 2013.{{cite web}}:  Обслуговування CS1: Сторінки з текстом «archived copy» як значення параметру title (посилання)
48. ↑  Sukhoi SuperJet 100 аварийно сел в "Шереметьево" в ночь на пятницу. РИА Новости. 14 лютого 2014. Архів оригіналу за 6 березня 2016. Процитовано 14 вересня 2015. (рос.)
49. ↑  Архівована копія. Архів оригіналу за 13 вересня 2015. Процитовано 14 вересня 2015.{{cite web}}:  Обслуговування CS1: Сторінки з текстом «archived copy» як значення параметру title (посилання)
50. ↑  SSJ-100 совершил аварийную посадку в Омске на второй день эксплуатации » Информинг. Информируем о главном. informing.ru. Архів оригіналу за 19 вересня 2016. Процитовано 13 вересня 2016.
51. ↑  ТАСС: Хронология аварий и катастроф самолетов Sukhoi Superjet 100 [Архівовано 5 травня 2019 у Wayback Machine.]
52. ↑  При наближенні до аеропорту літак двічі заходив на посадку, але сідав з повними баками пального. При приземленні літак вдарився об смугу і зламав задню стійку шасі. Уламки потрапили в двигун, який загорівся, полум'я охопило всю задню частину фюзеляжу. Літак був збудований в серпні 2017 року і пройшов техобслуговування в квітні 2019.(Радіо Свобода: Катастрофа в Шереметьеве: погиб 41 человек [Архівовано 5 травня 2019 у Wayback Machine.]. 5-5-2019)
53. ↑  Бі-бі-сі: Катастрофа самолета Superjet 100 в Подмосковье.(рос.) 12.07.2024
54. ↑  tsn.ua / В Росії сталася ще одна надзвичайна ситуація з літаком Sukhoi Superjet-100 — подробиці
55. ↑  В турецькій Анталії спалахнув і згорів російський літак. ВІДЕО. 24.11.2024, 23:23